# جيم سينسينبرينر
فرانك جيمس سينسينبرينر الابن (من مواليد 14 يونيو من عام 1943) سياسي أمريكي يشغل منصب عضو مجلس النواب الأمريكي عن الدائرة الخامسة بولاية ويسكونسن منذ عام 1979. ينتمي سينسينبرينر إلى الحزب الجمهوري، ويشغل منصب عضو مجلس النواب الأمريكي منذ 21 دورة انتخابية. تشتمل الدائرة الخامسة بولاية ويسكونسن الأمريكية، المنطقة الأكثر تأييدًا للحزب الجمهوري في الولاية، على العديد من الضواحي الشمالية والغربية لمدينة ميلواكي، وتمتد حتى مقاطعة جيفرسون الريفية. حتى عام 2003، كانت الدائرة الانتخابية الخامسة بولاية ويسكونسن في المرتبة التاسعة في قائمة الدوائر الانتخابية في الولايات المتحدة.
شغل جيم سينسيبرينر منصب رئيس لجنة العلوم ورئيس اللجنة القضائية في مجلس النواب الأمريكي. انتهت فترة رئاسة سينسيبرينر، التي استمرت ست سنوات، مع خسارة الجمهوريبن لغالبية مقاعد المجلس، ولم يتم اختياره كعضو الأقلية في اللجنة القضائية بعد ذلك، فقد شغل هذا المنصب لامار إس. سميث، عضو مجلس النواب الأمريكي المنتخب عن ولاية تكساس. شغل سينسينبرينر، بين عامي 2007 و 2011، منصب العضو الجمهوري البارز في لجنة مجلس النواب المعنية بأمور الاستقلال الطاقي والاحتباس الحراري، وذلك قبل أن يلغي الجمهوريون اللجنة بالكامل مع استعادتهم لغالبية مقاعد مجلس النواب. يعتبر سينسينبرينر أقدم عضو عن ولاية ويسكونسن، وثاني أقدم عضو في مجلس النواب الأمريكي.
أعلن سينسينبرينر، في شهر سبتمبر من عام 2019، أنه لن يترشح لانتخابات مجلس النواب عام 2020.

## أولى سنوات حياته والتعليم والعمل السياسي المبكر
وُلد سينسينبرينر في مدينة شيكاغو بولاية إلينوي الأمريكية. اخترع جده الأكبر الفوط الصحية، وشغل منصب مدير شركة كمبرلي كلارك للمنتجات الورقية. نشأ سينسينبرينر في بلدة شوروود بولاية ويسكونسن، والتحق بمدرسة ميلووكي كاونتري النهارية الخاصة، وتخرج منها في عام 1961. حصل سينسينبرينر بعدها على قبول في جامعة ستانفورد، وتخرج منها بدرجة البكالوريوس، ومن ثم بدرجة الدكتوراه في العلوم السياسية في عام 1965. حصل سينسينبرينر أيضًا على درجة الدكتوراه في الفقه القانوني من كلية الحقوق في جامعة ويسكونسن عام 1968. عمل سينسينبرينر مساعدًا لشؤون موظفي كل من عضو مجلس النواب الأمريكي عن ولاية كاليفورنيا، جيسي آرثر يونغر، وعضو مجلس النواب الأمريكي عن ولاية ويسكنسن، جيريس ليونارد.

## المجلس التشريعي لولاية ويسكونسن
انتُخب سينسينبرينر لعضوية جمعية ولاية ويسكونسن في عام 1968، في نفس العام الذي تخرج فيه من كلية الحقوق. خدم سينسينبرينر في جمعية الولاية حتى عام 1975، وشغل، في الفترة بين عام 1975 وحتى أوائل عام 1979، منصب عضو في مجلس شيوخ ولاية ويسكونسن.

## مجلس النواب الأمريكي

### الانتخابات
عندما تخلى عضو مجلس النواب الأمريكي عن الدائرة التاسعة، بوب كاستن، عن مقعده في المجلس للترشح لمنصب حاكم ولاية ويسكونسن عام 1978، خاض سينسينبرينر، بنجاحٍ، الانتخابات لخلافته، متغلبًا بذلك على خصمه سوزان إنغيليتر بفارق 589 صوت، بنسبة 43% من مجمل الأصوات. هزم سينسينبرينر المحامي الديموقراطي كات فيلين في شهر نوفمبر من عام 1978 عندما حصل على 61% من الأصوات، وأعيد انتخابه بعدها 16 مرة دون مواجهته لأي منافسة حقيقية، ونجح في بعض الدورات بالتزكية. حصلت منطقة سينسينبرينر على الترتيب الخامس بين الدوائر الانتخابية بعد إجراء التعداد الثاني والعشرين للسكان في عام 2000، وذلك عندما خسرت ولاية ويسكونسن إحدى المقاطعات.
هزم سينسينبرينر، في انتخابات عام 2016، المرشح الديموقراطي خاري بينيبيكر.
أعلن سينسينبرينر في 4 سبتمبر عام 2019 عدم ترشحه لأي ولاية جديدة وأنه ينوي التقاعد من منصبه في مجلس النواب الأمريكي في ختام الدورة 116 للمجلس.